# William Worge Kreü
Nils William Andreas Worge Kreü, född den 15 maj 2000 i Linköping, är en svensk professionell ishockeyspelare som spelar för Mikkelin Jukurit i Liiga. Kreüs moderklubb är Linköping HC, med vilka han gjorde seniordebut i SHL 2017. Han tog SM-brons med Linköping J18 2017 medan han 2019 tog ett SM-silver med J20-laget. Mellan 2021 och 2023 spelade han under två säsonger för IK Oskarshamn, innan han återvände till Linköping. Sedan 2025 tillhör han Jukurit i Liiga.
Vid NHL-draften 2018 valdes Kreü i den sjunde rundan, som 187:e spelare totalt, av Buffalo Sabres.
Kreü är son till den före detta ishockeyspelaren Andréas Kreü.

## Karriär
Kreü inledde sin ishockeykarriär med sin moderklubb Linköping HC. Hans far, Andréas Kreü, spelade också för Linköping mellan 1997 och 2003. Under sina juniorsäsonger i Linköping har Kreü ofta varit antingen lagkapten eller assisterande lagkapten. Säsongen 2016/17 tilldelades han ett SM-brons med Linköping J18. Säsongen därpå tillbringade han främst med Linköping J20, men gjorde också debut med seniorlaget i SHL i en match mot Rögle BK den 24 oktober 2017. Under sommaren 2018 NHL-draftades Kreü av Buffalo Sabres i den sjunde rundan, som 187:e spelare totalt. Säsongen 2018/19 tilldelades Kreü ett SM-silver sedan Linköping förlorat JSM-finalen mot Modo Hockey med 4–2.
I oktober 2019 blev Kreü ordinarie i Linköpings A-lag. Samma månad, den 26 oktober, gjorde han sitt första SHL-mål, på Viktor Andrén, i en 2–6-förlust mot Växjö Lakers HC. I november 2019 meddelades det att Kreü skrivit ett rookieavtal med Linköping efter att ha spelat 100 minuter för klubben i SHL. Totalt spelade han 25 grundseriematcher i SHL och noterades för ett mål och två assistpoäng. Under den första halvan av säsongen 2020/21 fick Kreü en hel del speltid med Linköping i SHL. På 31 matcher stod han för fyra assistpoäng. I början av februari 2021 stod det dock klart att han skulle komma att lånas ut för spel i Hockeyallsvenskan. Initialt var tanken att Kreü skulle spela för Modo Hockey, denna övergång stoppades dock och den 8 februari meddelades det att han istället lånats ut till Väsby IK. Väsby slutade näst sist i grundserien och degraderades senare till Hockeyettan sedan man förlorat i en matchserie mot Kristianstads IK. Kreü spelade totalt tio matcher för klubben och stod för tre poäng varav ett mål.
Den 3 maj 2021 bekräftade IK Oskarshamn att man skrivit ett tvåårsavtal med Worge Kreü. Han missade endast fem matcher av grundserien och noterades för sex poäng, varav ett mål på 47 matcher. Oskarshamn slutade på nionde plats i tabellen och var därmed klara för sitt första SM-slutspel någonsin. Efter att ha besegrat Leksands IF i åttondelsfinal, besegrades man i kvartsfinalserien av seriesegraren Rögle BK med 4–3 i matcher. Worge Kreü gick poänglös ur dessa tio matcher, men var den i laget som drog på sig flest utvisningsminuter (16). I sin andra säsong med Oskarshamn var Worge Kreü den spelare i laget som ådrog sig flest utvisningsminuter i både grundserien och SM-slutspelet (61, respektive 25). Totalt spelade han 53 matcher och noterades för tre assistpoäng. I slutspelets play-in slogs Oskarshamn ut av Luleå HF med 2–1 i matcher.
Den 14 april 2023 bekräftades det att Worge Kreü återvänt till Linköping, som han skrivit ett tvåårskontrakt med. Han spelade 46 grundseriematcher och stod för sin poängmässigt bästa grundserie dittills med ett mål och åtta assist. I SM-slutspelet slogs Linköping ut i kvartsfinalserien mot Skellefteå AIK med 4–0 i matcher. Säsongen 2024/25 spelade Worge Kreü 45 grundseriematcher och gick mållös ur samtliga av dessa; han stod för sju assistpoäng.
Inför säsongen 2025/26 stod det klart att Worge-Kreü lämnat Linköping och den 31 juli 2025 meddelades det att han skrivit ett ettårsavtal med den finska klubben Mikkelin Jukurit i Liiga.

## Statistik
| 2017–18    | Linköping HC  | SHL        | 1   | 0 | 0  | 0  | 0   | —  | — | — | — | —  |
| 2019–20    | Linköping HC  | SHL        | 25  | 1 | 2  | 3  | 10  | —  | — | — | — | —  |
| 2020–21    | Linköping HC  | SHL        | 31  | 0 | 4  | 4  | 8   | —  | — | — | — | —  |
| 2020–21    | Väsby IK      | HA         | 5   | 1 | 2  | 3  | 4   | 5  | 0 | 0 | 0 | 6  |
| 2021–22    | IK Oskarshamn | SHL        | 47  | 1 | 5  | 6  | 31  | 10 | 0 | 0 | 0 | 16 |
| 2022–23    | IK Oskarshamn | SHL        | 50  | 0 | 3  | 3  | 61  | 3  | 0 | 0 | 0 | 25 |
| 2023–24    | Linköping HC  | SHL        | 46  | 1 | 8  | 9  | 14  | 4  | 0 | 0 | 0 | 2  |
| 2024–25    | Linköping HC  | SHL        | 45  | 0 | 7  | 7  | 16  | —  | — | — | — | —  |
| SHL totalt | SHL totalt    | SHL totalt | 245 | 3 | 29 | 32 | 140 | 17 | 0 | 0 | 0 | 43 |